# Carcere di Monaco
Il carcere di Monaco (in francese maison d'arrêt de Monaco) è un carcere situato a Monaco Vecchia nel Principato di Monaco.

## Storia
La vecchia prigione del Principato era situata all'interno del Palazzo dei Principi fino al 1865 quando venne spostata definitivamente da Carlo III in 4, avenue Saint Martin a Monaco Vecchia sotto i giardini Saint Martin in una fortificazione in disuso costruita all'inizio del XVII secolo da Antonio I destinata ad ospitare una piccola guarnigione, abitanti della città vecchia e una cisterna in caso di attacco nemico.
Nel XIX secolo la prigione era sotto il controllo del sindaco di Monaco che l'amministrava per conto del governatore e del consigliere generale (odierno ministro di Stato).
Dal 1897 il carcere passerà sotto l'autorità del governatore generale e poi del ministro di Stato, dal 1955 è sotto il controllo del Dipartimento degli interni monegasco.
Nel 2012 erano presenti 42 detenuti su 80 posti disponibili, anche se il governo monegasco afferma che la capacità è di 90 detenuti divisi tra uomini, donne e minori. 
Nel 2011 sui 40 detenuti il 50% risultava di altra nazionalità (né francese, né monegasca) e il 21% di questi proveniva dall'Europa dell'Est, risultavano incarcerati 17 detenuti, il 25% scontava una pena per guida in stato di ebbrezza, il 30% per furti e il 20% per reati finanziari.
Il carcere è controllato dalla polizia monegasca, mentre il cappellano del carcere è della diocesi di Monaco.